# جائزة النمسا الكبرى 2019
جائزة النمسا الكبرى 2019 (بالألمانية: Großer Preis von Österreich 2019)‏ هو سباق فورمولا 1 أقيم بتاريخ 30 يونيو 2019 في ريد بول رينغ، النمسا، وكان السباق 9 من أصل 21 في بطولة العالم لسباقات الفورمولا واحد موسم 2019، وكان أول المنطلقين شارل لوكلير.
فاز بالمركز الأول  ماكس فيرستابين، وكان صاحب أسرع لفة ماكس فيرستابين بزمن قدرة 67.475 ثانية.